# Dogre

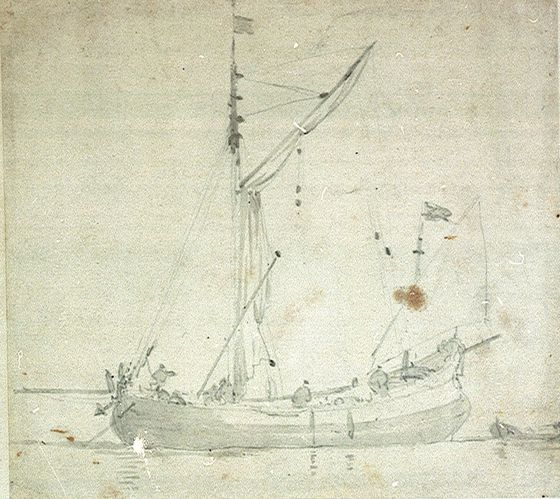
Un dogre

Il dogre era un tipo di barca da pesca sviluppata durante il XVII secolo e usata comunemente nel mare del Nord.

## Origini
Il dogre prende il suo nome dall'olandese dogger, che appunto significa barca da pesca che utilizza una rete a strascico. I pescherecci olandesi erano comuni nel mare del Nord tanto che l'area sulla quale operavano venne chiamata Dogger Bank. L'area di mare circostante diede il suo nome al successivo progetto di barca che operava comunemente su queste acque, piuttosto che ad un generico peschereccio olandese.
Il dogre era uno sviluppo del ketch. Aveva una vela quadra armata sull'albero principale mentre sull'albero di mezzana era dotata di una vela al terzo. Inoltre erano presenti due fiocchi montato sul bompresso. La barca era in genere piuttosto corta e piccola ma aveva un baglio ampio e poteva trasportare una rete oppure un palamito.
Agli inizi del XVII secolo il termine dogre divenne in pratica sinonimo di detch. Le due tipologie si differenziarono verso la metà del secolo, quando i Ketch iniziarono a diventare di più grandi e a superare le 45 tonnellate. I dogri restarono battelli considerevolmente più piccoli, se paragonati ai ketch, e di solito stazzavano intorno alle 11 - 12 tonnellate. Avevano una lunghezza media che si aggirava intorno ai 15 metri con una larghezza massima di 4,5 m ed un pescaggio di 1,5 m. Erano di solito dotati di timone a remo e di fiancate alte. L'area anteriore del ponte forniva una sistemazione per l'equipaggio piuttosto ridotta. Inoltre fungeva anche da deposito e cucina. Un'altra area simile era realizzata a prua. I dogri, per mantenere la posizione sulla zona di pesca nella maniera più precisa possibile, erano dotati di due piccole ancore che andavano ad aggiungersi ad un'ancora principale.
Potevano trasportare circa 900 chili di esca, 2,7 tonnellate di sale e 450 chili di cibo e legna da ardere mentre potevano imbarcare fino a 5,8 tonnellate di pescato. Infine alcuni esemplari erano dotati di una piccola scialuppa per mantenere in acqua le attrezzature da pesca.
Il dogre era una barca lenta ma solida che permetteva di pescare nelle difficili condizioni del mare del Nord. Alcuni di questi vascelli, sempre durante il XVII secolo, furono anche utilizzati come navi da guerra montandovi dei cannoni. Anche la Royal Navy li utilizzò come imbarcazioni di supporto. Oltre alla pesca alcuni furono anche impiegati come navi da trasporto per piccoli commerci lungo il Canale della Manica.